# Жељин
Жељин је планина у централној Србији између доњег Ибра, Копаоника, и Гоча. Спада у групу Копаоничких планина. Развође је изворишног дела Расине, притоке Западне Мораве и Јошанице и Гокчанице, притока Ибра. Највиши врх се налази на 1.785 м. У прошлости се на Жељину вадила оловна руда. Обилује радиоактивним минерални изворима и има богат шумски прекривач. Познат је термални минерални извор у Јошаничкој бањи са температуром воде од 48° до 80 °C.

## Туристичко-географски положај
Сама планина је релативно приступачна и може се освојити из доста различитих праваца. Најчешћи правци су из Митровог Поља преко Врање стене, са превоја Караула у месту Плоча (на регионалном путу 119 Александровац-Јошаничка Бања), као и из места Рокци и Јелакци (такође се налазе на путу Александровац-Јошаничка Бања). Још један погодност за кретање је та што постоји доста планинских шумских путева (треба обратити пажњу на оријентацију). Постоје планинарске маркације из више различитих места (које нису посебно систематизоване) али све воде на врх Жељина. Из Митровог Поља и са превоја Караула до „шумске куће“ се стиже за око 2 до 3 сата. Као оријентир се често користи „Шумска кућа“ која се налази око два сата хода од врха, а одакле постоје нетипичне плаве ознаке у виду троуглова, стрелица и назива (које је урадила полиција, јер у близини има свој центар). После око 1.5 сати излази се из шуме долази се на чистину одакле се виде оба врха. На том делу често дува јак ветар и захтева брз излазак и силазак са врха, међутим лети је то поље боровница па успон и силазак могу да потрају доста дуже.

## Морфолошка основа
Морфолошку основу планине чине тектонски и флувио-денудациони облици. Они су у оптималном виду експонирани источно од централног масива, који има карактеристике висоравни изнад које се дижу узвишења Рогавска чука (1.785 m, највиши врх планине) и нешто нижа Плочка чука по којима је планина препознатљива, Врања стена (1.097 м), Стражиште (1.295 m), Орловац (1.219 м) и други. Поменута узвишења су претежно под шумом, погодна су за планинарење и представљају добре видиковце.

## Клима
Клима на планини је веома пријатна. Средња годишња температура ваздуха на горњим масивима износи 8,5 °C. У летњим месецима температуре погодују рекреативним активностима јер износе 18 – 20 °C, док се зимске температуре крећу од 0 – 3 °C и пријатне су за боравак људи али не погодују задржавању снежног покривача. Снег се на планини задржава  око 50 дана, али ипак је висина снежног покривача мала и износи од 10 до 30 cm.

### Хидролошке карактеристике
Највећи значај имају водени токови и извори. Водени токови су бројни али су по димензијама мање изражени. Најзначајнији су: Расина, Јошаница, Бонхићка река, Плочанска река, Рогавска река, Коњска река, Козница и друге. Реке се одликују израженим падом, узаним долинама, богатством воденицама и ваљалицама. Реке су богате рибом пре свега: поточном и калифорнијском пастрмком, кркушом, кленом и мреном. Планина Жељин располаже изворима квалитетне воде за пиће. Неки од њих су каптирани а други имају карактеристике врела због чега представљају значајан предмет интересовања посетилаца. На планини се налази и термоминерални извор – Девојачки извор.

## Флора
На Жељину је заступљена шумска и травна вегетација, слабије изражене вертикалне зоналности. Континуирани шумски комплекси, претежно листопадне шуме букве, храста, јавора, граба и други, везани су за централни масив. Голети су засађене боровом шумом. Травњаци поседују декоративне вредности, због покривености ливадским цвећем. Посебну вредност планине представља строги резерват природе „Врх Жељина – Плочка чука“ на коме се налазе три вегетацијске формације и то: субалпска шума букве (Fagetumsubalpinum JOB), ливаде изнад субалпског појаса букве и мале високопланинске тресаве.